# Вибухи в харківських супермаркетах
Вибухи в харківських супермаркетах — це серія вибухів бомб, що сталися 19 березня та 22 квітня 2006 року в місті Харків та привели до поранення 21 людини, зокрема дворічної дитини. Дві саморобні бомби вибухнули в супермаркетах «Сільпо» і «ЮСІ» в житловому масиві Олексіївка на відстані близько одного кілометра та близько восьми хвилин ходьби. Вони були закладені в шафках, де покупці зберігають пакети.

## Теракт
19 березня 2006 року о 16:35 у магазині «Сільпо-96» по вулиці Гвардійців-Широнинців, 42 у Харкові відбувся вибух саморобного вибухового пристрою. Жертв не було.
22 квітня 2006 року, за даними центру зв'язків з громадськістю Управління МВС у Харківській області, вибухи всередині камер схову пролунали майже одночасно:
- в супермаркеті місцевої торговельної мережі «ЮСІ», що на проспекті Людвіга Свободи, 30 об 11:40
- в супермаркеті мережі «Сільпо» за адресою — проспект Перемоги, 64 об 11:48.

В обох випадках спрацював вибуховий пристрій з годинним механізмом.
Потужність кожного з двох вибухових пристроїв еквівалентна 200 грам тротилу.

## Наслідки
14 постраждалих були доставлені в лікарню з травмами середнього і легкого ступеня тяжкості (зокрема, струс мозку). Два чоловіки постраждали в «ЮСІ», 12 — у «Сільпо». Чотири людини отримали сильні поранення. Так, охоронець «Сільпо» і одна з відвідувачок магазину були госпіталізовані до відділення реанімації у важкому стані. У жінки похилого віку стався перелом стегна і черепно-мозкова травма.
Вибухами були пошкоджені камери схову, меблі й обладнання, а також розбиті вікна.

## Розслідування
Вже 25 квітня 2006 року під час проведення спільної операції співробітниками Служби безпеки України і працівниками кримінального розшуку Управління МВС в області затримали осіб, яких підозрювали у скоєнні вибухів у супермаркетах у Харкова.
За словами начальника Управління Міністерства внутрішніх справ у Харківській області Ігоря Репешка, затримані проживали у Харкові. Один з них — 1975 року народження, інший на три роки молодший.
Злочин був кваліфікований як злісне хуліганство, однак, за словами правоохоронців, вирішується питання про його перекваліфікацію в статтю (вимагання).

## Мотив
Двоє безробітних таким чином вимагали грошей у власників супермаркетів Харкова. Зловмисники розсилали їм електронною поштою листа з вимогою профінансувати політичну організацію на суму 50 тисяч доларів США, перерахувавши гроші на банківський рахунок. Аби запевнити підприємців, що погрози — не жарт, підірвали спочатку один магазин. Згодом, не дочекавшись грошей, підірвали ще два супермаркети.
Під час пошукових дій співробітниками правоохоронних органів було вилучено компоненти вибухових пристроїв, одяг, списки адрес власників супермаркетів та інші речові докази.

## Підтримка потерпілих
Згідно з розпорядженням міського голови Харкова Михайла Добкіна з міського бюджету було виплачено матеріальну допомогу потерпілим з розрахунку — 1 тис. гривень потерпілим, що знаходилися в лікарнях та по 500 гривень, хто не звертався до медичних закладів.